# Europa Universalis (board game)
Europa Universalis là một trò board game (cờ bàn) được xuất bản bởi Azure Wish Editions và tác giả là Philippe Thibault. Game xuyên suốt giai đoạn 1492-1792 và cho phép sáu người chơi vào vai một trong số các cường quốc của châu Âu (Tây Ban Nha, Pháp, Anh, Đế quốc Ottoman, Bồ Đào Nha/Nga, Venezia/Hà Lan/Áo). Sau đó game được hãng Paradox Entertainment chuyển thành một video game dưới tên gọi Europa Universalis.

## Mô tả
Là một board game dài không điển hình này được công bố với khoảng thời gian chơi có thể lên đến 360 phút như được ghi trên hộp game, nhưng trò chơi thường có thể kéo dài hàng tuần (Board Game Geek ước tính thời gian chơi là 15 ngày).

### Vật liệu
Khoảng một ngàn dấu hiệu được sử dụng trong game, cũng như hai tấm bản đồ (một cho châu Âu, một cho phần còn lại của thế giới) kích cỡ 56 cm x 86 cm (22"X34"). Quyển sách quy tắc chơi bằng tiếng Anh dài khoảng 72 trang.

### Cách chơi
Người chơi có một số lượng khác thường để kiểm soát dựa trên những gì họ làm: kinh tế, quân sự, bảo dưỡng, khám phá, đầu tư thuộc địa. Nhược điểm là có nhiều sự tính toán trong khi chơi game (tính toán thu nhập, thay đổi giá cả, bảo dưỡng và mua các nguồn lực quân sự).

## Phần mở rộng và các biến thể

### Bản mở rộng chính thức
Bản mở rộng đầu tiên được xuất bản mang lại (chủ yếu) quy định mới về pháo đài và các nhà truyền giáo và cũng là một tập hợp các mục tiêu mới. Một bản mở rộng thứ hai được lưu hành rộng rãi trên internet. Nó mang tới một loạt các quy tắc (như cung điện), bao gồm cả chế độ quân chủ lịch sử (với các đặc tính được xác định trước) và hệ thống chiến đấu nhanh (có thể chia cho mười hoặc nhiều lần hơn nữa cho một trận chiến) và nhiều quốc gia nhỏ và bàn tính mới. Game chưa bao giờ được xuất bản.

### Các biến thể
Danh mục khá nhạy trong đề xuất và tư vấn về các quy tắc. Hai biến thể được lưu hành rộng khắp thêm: sự kiện viết lại của Risto Majormaa và phiên bản Europa8  của Pierre Borgnat, Bertrand Asseray, Jean-Yves Moyen và Jean-Christophe Dubacq (trong đó giới thiệu nhiều hơn hai người chơi, bàn tính và bản đồ được sửa đổi và chưa hẳn đã kết thúc). Cả hai có thể tự do kiếm được bằng cách tải về hoặc bằng cách yêu cầu các tác giả.